# Barmah
Barmah är en ort i Australien. Den ligger i kommunen Moira och delstaten Victoria, omkring 200 kilometer norr om delstatshuvudstaden Melbourne. Antalet invånare är 201.
Runt Barmah är det mycket glesbefolkat, med 7 invånare per kvadratkilometer.. Det finns inga andra samhällen i närheten.
Trakten runt Barmah består till största delen av jordbruksmark. Genomsnittlig årsnederbörd är 612 millimeter. Den regnigaste månaden är februari, med i genomsnitt 97 mm nederbörd, och den torraste är oktober, med 26 mm nederbörd.